# Nemîrînți, Horodok
Nemîrînți (în ucraineană Немиринці) este localitatea de reședință a comunei Nemîrînți din raionul Horodok, regiunea Hmelnîțkîi, Ucraina.

## Demografie
Componența lingvistică a localității Nemîrînți
     Ucraineană (99,7%)
     Alte limbi (0,3%)
Conform recensământului din 2001, majoritatea populației localității Nemîrînți era vorbitoare de ucraineană (99,7%), existând în minoritate și vorbitori de alte limbi.